# Google Play
Google Play (anteriorment conegut com a Android Market) és una plataforma de distribució digital d'aplicacions mòbils per als dispositius amb sistema operatiu Android, així com una botiga en línia desenvolupada i operada per Google LLC. Aquesta plataforma permet als usuaris navegar i descarregar aplicacions (desenvolupades mitjançant Android SDK), jocs, música, llibres i pel·lícules.
Les aplicacions estan disponibles a través de Google Play de manera gratuïta o amb un cost. Es poden descarregar directament en un dispositiu Android a través de l'aplicació mòbil Play Store o del lloc web de Google Play.
Google Play es va posar en marxa el 6 de març de 2012 i va reunir Android Market, Google Music i Google eBookstore sota una sola marca i va marcar un canvi en l'estratègia de distribució digital de Google. Els serveis inclosos al Google Play són Google Play Books, Google Play Jocs, Google Play Movies & TV i Google Play Music. Després de la seva nova marca, Google ha ampliat gradualment el suport geogràfic per a cadascun dels serveis.

## Contingut del catàleg

### Aplicacions Android
Més informació: Android (sistema operatiu)

Disponibilitat global de Google Play.

Actualment, Google Play compta amb més de 2,6 milions d'aplicacions Android. Els usuaris de més de 145 països poden adquirir aplicacions, tot i que Google assenyala a les seves pàgines de suport que "el contingut de pagament pot no estar disponible en algunes províncies o territoris, fins i tot si el país de govern es mostra més amunt".
Els desenvolupadors de més de 150 llocs poden distribuir aplicacions a Google Play, encara que no totes les ubicacions admeten el registre de comerciants. Per distribuir aplicacions, els desenvolupadors han de pagar una quota d'inscripció única de 25 € per al compte de la consola de desenvolupadors de Google Play. Els desenvolupadors d'aplicacions poden controlar a quins països es distribueix una aplicació, així com els preus de l'aplicació i les compres en aplicacions a cada país. Els desenvolupadors reben el 70% del preu de la sol·licitud, mentre que el 30% restant correspon a la quota de distribució i les quotes d'operació. Google Play permet als desenvolupadors publicar les primeres versions d'aplicacions a un selecte grup d'usuaris, com a proves alfa o beta. Els desenvolupadors també poden publicar aplicacions mitjançant desplegaments programats, en els quals "l'actualització només arriba a un percentatge dels usuaris, que poden augmentar amb el temps".
Els usuaris poden ordenar prèviament les aplicacions seleccionades (així com pel·lícules, música, llibres i jocs) per tal que els articles es lliurin tan aviat com estiguin disponibles. Alguns operadors de xarxa ofereixen facturació a les compres de Google Play, que permeten als usuaris optar per càrrecs a la factura de telèfon mensual en lloc de fer-ne les targetes de crèdit. Els usuaris poden sol·licitar devolucions en un termini de 48 hores després de la compra si "alguna cosa que ha comprat no funciona, no és el que esperava, es va comprar per accident o bé vau canviar d'opinió sobre la compra". Les aplicacions que compleixen els requisits específics d'usabilitat poden categoritzar-se com a aplicació de Wear OS.

### Jocs
Google Play Jocs és un servei de jocs en línia per a Android que ofereix capacitats de joc multijugador en temps real, taules de classificació socials i públiques i assoliments. El servei es va presentar a la conferència per a desenvolupadors de Google I/O 2013, i l'aplicació mòbil es va publicar el 24 de juliol de 2013.

### Música

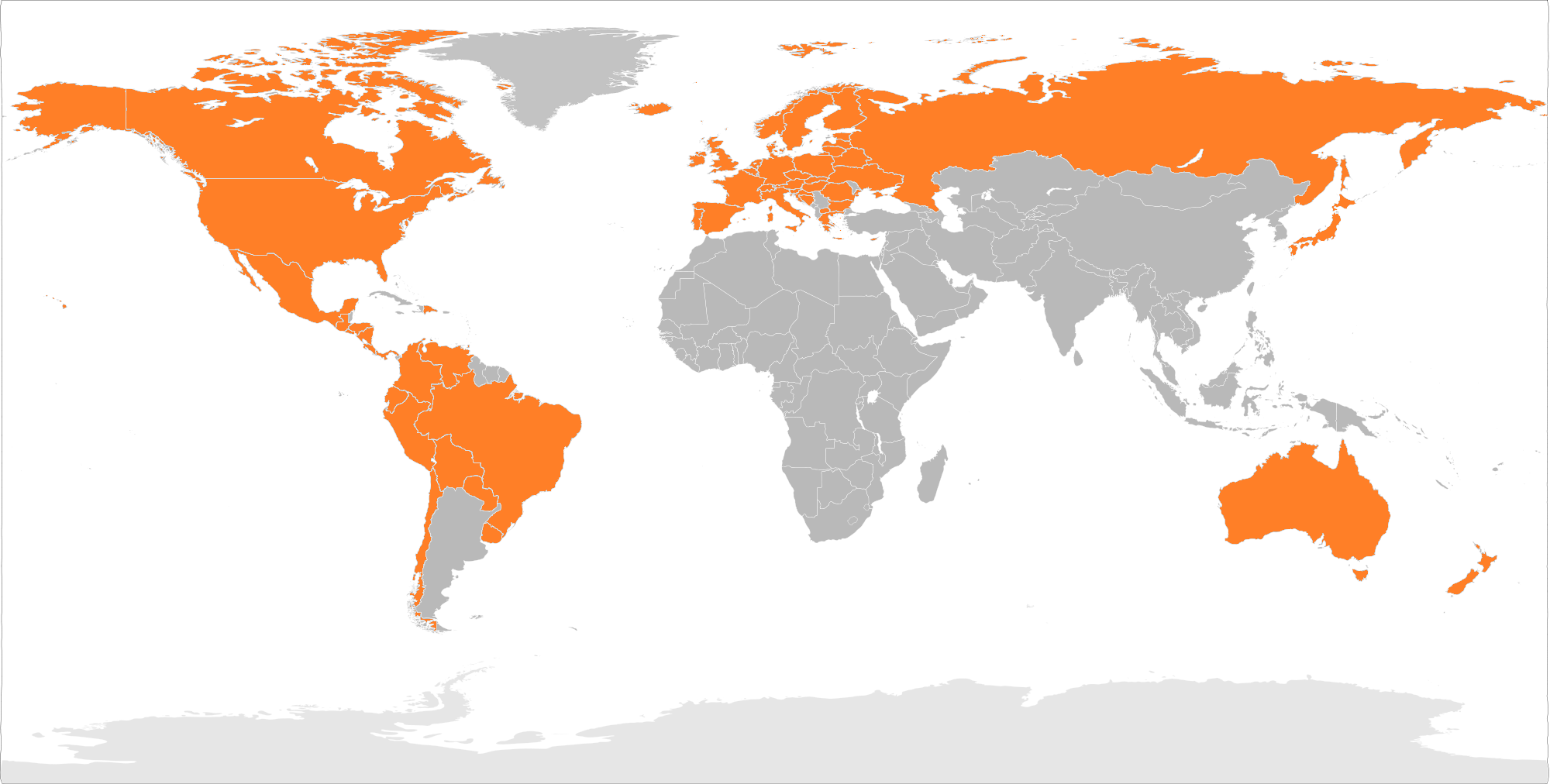
Disponibilitat global de Google Play Music.

Google Play Music és un servei de streaming de música i podcast i un catàleg de música en línia. Compta amb més de 40 milions de cançons, i ofereix als usuaris emmagatzematge en el núvol gratuït de fins a 50.000 cançons.

### Llibres

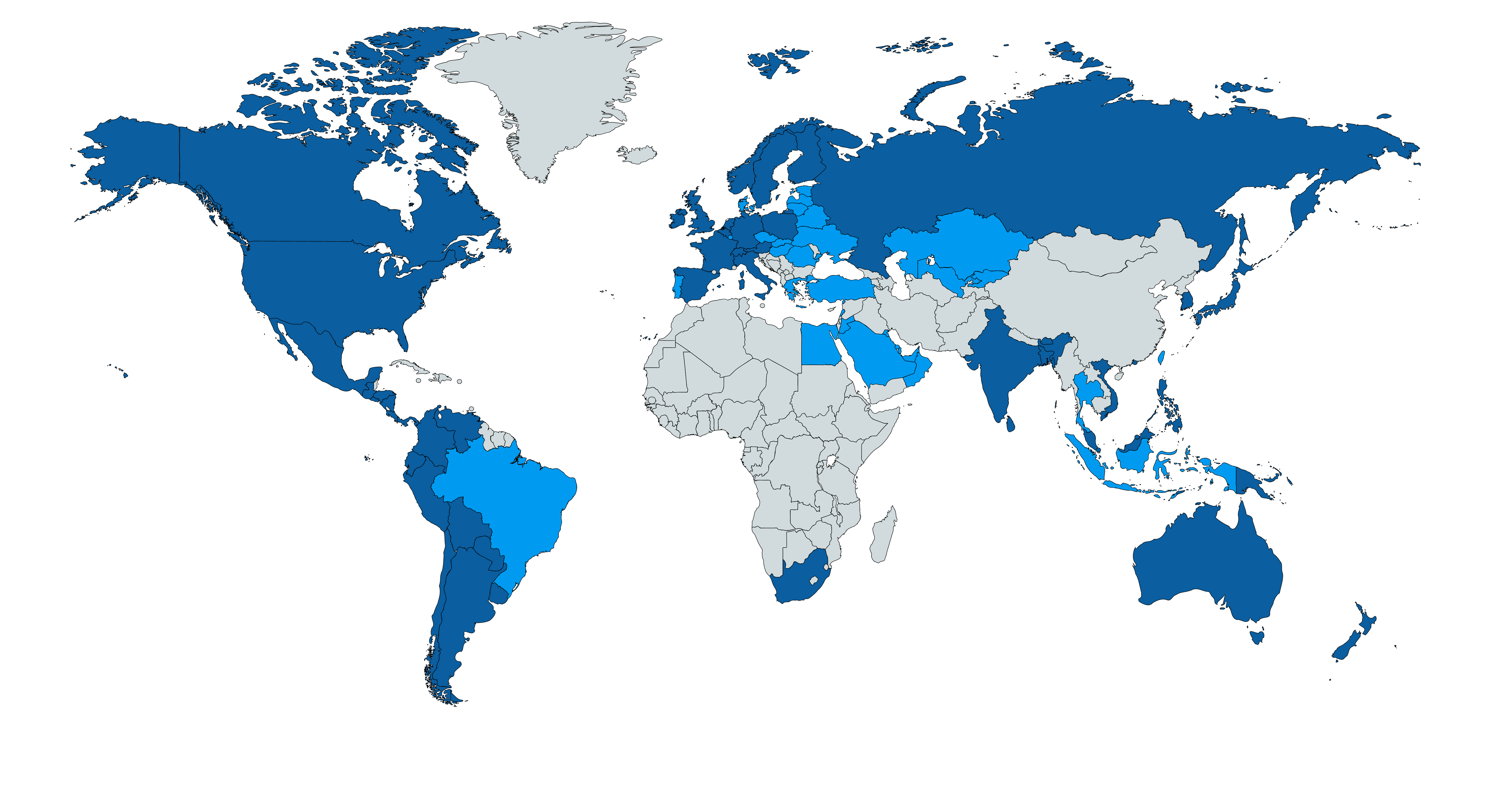
Disponibilitat global de Google Play Books.

Google Play Books és un servei de distribució digital de llibres electrònics. Google Play ofereix més de cinc milions de llibres electrònics disponibles per a la compra, i els usuaris també poden carregar fins a 1.000 llibres electrònics propis en format PDF o EPUB.

### Pel·lícules i programes de televisió
Google Play Movies & TV és un servei de vídeo sota demanda que ofereix pel·lícules i programes de televisió disponibles per a compra o lloguer, segons la disponibilitat.
El gener de 2017, les pel·lícules estan disponibles a més de 110 països, mentre que els programes de televisió només estan disponibles a Austràlia, Àustria, Canadà, França, Alemanya, Japó, Suïssa, els Estats Units i el Regne Unit.

### Dispositius
Google Play, abans de març de 2015, tenia una secció de dispositius perquè els usuaris adquirissin dispositius Google Nexus, Chromebooks, Chromecasts i d'altres aparells i accessoris de marca de Google. L'11 de març de 2015 es va introduir una botiga de maquinari en línia anomenada Google Store, que va substituir la secció Dispositius de Google Play.